# 도고촌 (후쿠이현 아스와군)
도고촌(東郷村)은 후쿠이현 아스와군에 있던 촌이다.
1955년에 아스와촌이 성립한 당시, 사방에 둘러싸인 마을이였다.

## 지리
현재의 후쿠이시 중심 시가지에서 바라본 남동쪽 방향, 아시바강 왼쪽 강변에 있었다.

## 역사
- 1889년 4월 1일 - 정촌제 시행에 의해 14개 촌의 구역을 가지고 성립하였다.
- 1955년 7월 10일 - 아스와군 아스와촌에 편입해, 동일 도고촌은 폐지되었다.

## 참고문헌
- 『角川日本地名大辞典 18 福井県』角川書店、1989年